# Blacus parastrictus
Blacus parastrictus är en stekelart som beskrevs av Van Achterberg 1988. Blacus parastrictus ingår i släktet Blacus och familjen bracksteklar. Inga underarter finns listade.